# اس‌اس اوشنیک (۱۹۶۵)
اس‌اس اوشنیک (۱۹۶۵) (به انگلیسی: SS Oceanic (1965)) یک کشتی است. این کشتی در سال ۱۹۶۳ ساخته شد.